# Complicated
«Complicated» (en español: «Complicado») es una canción de la cantante canadiense Avril Lavigne perteneciente a su álbum de estudio debut, Let Go (2002). Se lanzó como el primer sencillo de la cantante el 11 de marzo de 2002 por la compañía discográfica Arista Records. Después de un largo proceso de producción del disco, Lavigne conoció al equipo de producción The Matrix, integrado por Lauren Christy, Scott Spock y Graham Edwards, con quienes compuso y produjo «Complicated». Musicalmente, es una canción pop rock con influencias de teen pop y de rock alternativo. La letra describe la forma de actuar de las personas y sus relaciones. Su vídeo musical, dirigido por The Malloys, muestra a la cantante en un centro comercial y en un parque de skateboarding. El vídeo llamó la atención de la crítica y llamaron a Lavigne como la «anti-Britney».
«Complicated» recibió comentarios generalmente mixtos por parte de la crítica, los cuales algunos alababan el sonido y la producción. Sin embargo recibió diferentes comparaciones con cantantes femeninas del mismo género. También recibió dos nominaciones en los Premios Grammy de 2003 en las categorías canción del año y mejor interpretación vocal pop femenina. Del mismo modo, también obtuvo otros galardones en distintas ceremonias de premios. Comercialmente, el sencillo fue un éxito alcanzando la primera posición en Australia, Canadá, Noruega y Nueva Zelanda. Además alcanzó entrar entre los diez primeros lugares en Alemania, Austria, Dinamarca, Estados Unidos, Italia, Países Bajos, Reino Unido, Suecia y Suiza, y recibió diferentes certificaciones otorgados por la Federación Internacional de la Industria Fonográfica, Industria Fonográfica Británica y la Australian Recording Industry Association, entre otras.

## Antecedentes
Tras no ser contratada por diferentes compañías discográficas canadienses, Mark Jowett invitó a Avril Lavigne para que conociera al compositor Peter Zizzo. Zizzo invitó varias veces a Lavigne a Nueva York para empezar con la producción de un disco debut. Durante uno de esos viajes, Lavigne conoció a Ken Krongard, el representante de A&R de Arista Records, en el festival North by Northeast. Krongard se mostró impresionado con la interpretación de Lavigne en ese festival y le habló de ella a Antonio «L.A.» Reid, el director general de la disquera. Reid invitó a Lavigne a una audición en el estudio de Zizzo. Ella presentó tres canciones, entre ellas una versión de «Breathe» de Faith Hill y «Why», lado B de «Complicated». Luego de eso, Reid invitó a cenar a Lavigne y ella firmó un contrato de $ 1.25 millones con Arista. Lavigne comentó sobre ese encuentro: 

«El me dijo "Tienes una de las mejores voces que he escuchado"... y ese día estaba como, "Eso es todo, te voy a dar un contrato de grabación". Todo lo que sabía era... esto era realmente genial, te voy a hacer un disco».
Avril Lavigne.

Lavigne se mudó a Nueva York con la ayuda de Reid. Allí, ella comenzó a trabajar en su álbum de estudio debut, Let Go (2002), colaborando con una gran cantidad de compositores y productores. Durante seis meses, la discográfica estableció a Lavigne con dos coescritores, quienes trabajaron según las instrucciones de Arista. Reid esperaba que Lavigne grabara canciones folk ya que audicionó para ellos en un estilo «baládico, [y] "nuevo country"». Sin embargo, el colectivo no pudo hacer clic «con una chica que acababa de descubrir la guitarra de rock». Durante un año, nada funcionaba para Lavigne y estuvo a punto de ser despedida por Arista. La disquera la incitó a grabar canciones escritas por otros compositores, pero Lavigne se negó, insistiendo en que quería escribir canciones ella misma. En una entrevista con Time, ella habló sobre eso: «Me siento con un guitarrista general, y yo vengo con la melodía y la letra». La cantante se mudó a Los Ángeles y colaboró con Clif Magness, quien compuso «Losing Grip» y «Unwanted» junto con ella. De todos modos, la discográfica no estaba emocionada con que ella publicara canciones con un estilo de «guitarra pesada», lo que llevó a buscar más productores para el álbum.

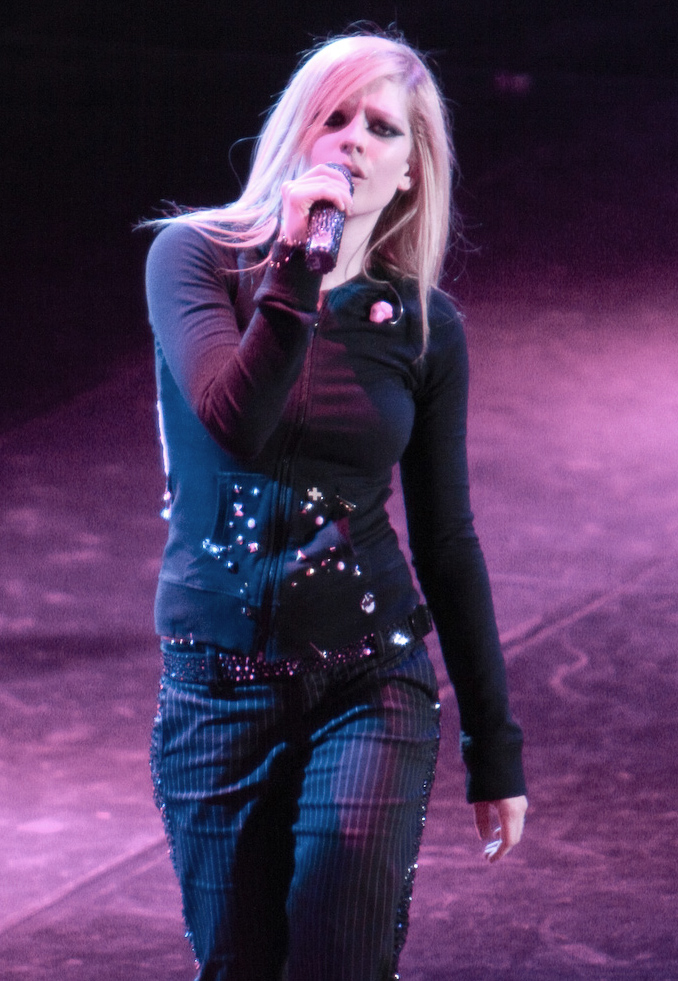
Lavigne durante una presentación en 2008.

## Grabación y producción
Tras casi dos años de haber firmado con la disquera, Lavigne llamó la atención del equipo de producción The Matrix. Arista no podía encontrar la dirección correcta para la cantante, así que el representante del equipo, Sandy Roberton, sugirió que trabajaran juntos. Tan pronto como vieron a Lavigne entrar en su estudio, The Matrix sentía que su dirección musical era incongruente con su imagen y actitud. The Matrix reprodujo sus canciones con influencias de Faith Hill, porque era ese tipo de canciones que la discográfica quería que Lavigne cantara. Pero ella desestimó, diciendo que quería canciones con inclinaciones al punk rock. Ella interpretó en frente de The Matrix una canción que había grabado y realmente le encantó, una pista con los sonidos de la banda de rock System of a Down. Afortunadamente, antes de formar The Matrix, los primeros proyectos de sus miembros estaban en el tipo de pop-rock, por lo que fácilmente sabían exactamente qué hacer con Lavigne y era lo que ella quería grabar.
Al día siguiente se reunieron de nuevo, y escribieron «Complicated» y «Falling Down», una canción inédita. Ellos trabajaron en los estudios Decoy, situados en los suburbios de Los Ángeles. Scott Spock se encargó de la ingeniería, mientras que Tom Lord-Alge mezcló la canción. Lavigne grabó tomas completa «contra las pistas instrumentales en gran medida terminadas». El equipo de producción también ayudó en los coros. La cantante luego presentó el tema a Reid, quien aceptó la dirección musical que Lavigne y The Matrix estaban tomando, e insistió en lanzar a «Complicated» como el sencillo principal del álbum.

## Composición
Durante una entrevista con la revista Rolling Stone, Lavigne reveló que ella y Lauren Christy escribieron la letra y Scott Spock y Graham Edwards ayudaron con la melodía. Sin embargo, The Matrix dio otra explicación a su colaboración; ellos compusieron casi toda la letra. Christy dijo: «Avril venía, cantaba unas melodías, y cambiaba una que otra palabra». Aunque ella necesitaba canciones pop «para romper» en la industria, Lavigne sentía que «Complicated» no reflejaba sus habilidades como compositora. No obstante, ella estaba agradecida por la canción, ya que se convirtió en un éxito de su carrera. «Complicated» no fue escrita para alguien en particular, sin embargo describe la intención de hablar de «cómo algunas personas son falsas». También sobre las relaciones de la gente, enfrentar las situaciones y actuar con los demás. En una entrevista con MTV, Lavigne habló sobre de que trata la canción: 

«Yo odio a la gente que es de dos caras y falsa. Puede ser un novio o un amigo o la gente que trabaja. Tantas personas actúan como si fueran otra persona. A veces, cuando estoy con un hombre a solas, tú lo miras a los ojos y todo es impresionante. Entonces, cuando estás alrededor de sus amigos, él te trata como una mierda. Eso es de lo que de la canción trata: La gente es falsa. No me gusta tanto».
Avril Lavigne.

Es una canción pop rock influenciada con elementos de pop punk y teen pop. De acuerdo con la partitura publicada en Musicnotes.com por Alfred Publishing Co, «Complicated» está compuesta en la tonalidad de fa mayor en un tempo moderado de 74 pulsaciones por minuto. Varios críticos describieron la canción. Christina Saraceno de Allmusic dijo que contiene un «estribillo asesino», mientras que Bill Lamb de About.com dijo que «la voz de Avril se entrega para el impacto máximo de las palabras». El rango vocal de Lavigne se extiende desde la nota fa2 hasta re4. De acuerdo con David Browne de Entertainment Weekly, la canción habla de cuando la celebridades «se quejan de que sus amigos y amantes no actúan como ellos, al igual que Lavigne aquí».

## Recepción

### Crítica
«Complicated» recibió comentarios variados por parte de la crítica, los cuales algunos alabaron el sonido y la producción. Christina Saraceno de Allmusic la llamó un «una joya de canción pop/rock» y la seleccionó como una pista destacada de Let Go. Saraceno también la comparó con «Don't Let Me Get Me» de la cantante estadounidense Pink por su sonido «familiar y agradable». David Browne de Entertainment Weekly la calificó con una «B–» y comparó «Complicated» con las canciones de Fiona Apple. Jeff Burlingame, autor del libro Avril Lavigne: Celebrity with Heart, la describió como un tema «inquieto» y «adictivo». Kyle Anderson de MTV la describió como una «potente balada de pop-punk». También dijo «"Complicated" fue una revelación, a pesar de que era como se produce como el resto de la música pop en la radio, tenía una nueva falta de conciencia de sí mismo y un canto deliciosamente estirado».
Adicionalmente, Sal Cinquemani de Slant Magazine la llamó «infecciosa» y que «es más imitadora que punk». Además alabó la producción y comparó el sonido del tema con el de las cantantes Mandy Moore y Pink. Sona Charaipotra de People la describió como un «sencillo derivado de la guitarra pegadizo». Matthew Dixon del sitio web UKMix le dio cinco estrellas y comentó que a pesar de que el 2002 «ha sido testigo de una gran cantidad de estrellas femeninas de pop/rock», ninguna se compara con «la calidad de Avril Lavigne». También comparó su estilo «de tomar el escenario» con el de Alanis Morissette. Finalmente, Blair Jackson de la organización sin ánimo de lucro Common Sense Media la clasificó como «un clásico de buena fe», al igual que otros temas de Let Go.

### Premios y reconocimientos
«Complicated» apareció en el puesto número 62 en la lista de las mejores canciones de la década del 2000 de VH1. Bill Lamb de About.com la incluyó en su lista de las mejores canciones de pop de los años 2000s en el undécimo puesto. Asimismo, él también la llamó la mejor canción de Lavigne. Por otro lado, Rolling Stone la incluyó en el octavo lugar en su lista de fin de década realizada por sus lectores. También figuró en el conteo de las 500 mejores canciones de la revista Blender en el número 197. Nadine Cheung de AOL Radio la nombró como la sexta mejor canción de Lavigne en su lista de sus diez mejores. David Browne de Entertainment Weekly escribió que con «Complicated», Lavigne era «la personificación del movimiento anti-Britney».
«Complicated» también recibió diferentes nominaciones y premios. En los Premios Grammy de 2003, «Complicated» recibió dos nominaciones en las categorías canción del año y mejor interpretación vocal pop femenina, sin embargo perdió ante «Don't Know Why» de Norah Jones en ambas categorías. También recibió el galardón al sencillo del año en los Premios Juno celebrados el 6 de abril de 2003. Durante la ceremonia, Lavigne recibió los premios al artista nuevo del año y álbum del año y álbum pop del año por Let Go. Asimismo recibió el galardón en los Premios ASCAP de 2003 como la canción más interpretada. En los Premios Ivor Novello de 2003, «Complicated» recibió el premio al éxito internacional del año.

### Logro comercial
«Complicated» se convirtió en un éxito, ya que consiguió entrar en diferentes listas de éxitos musicales y logró varias certificaciones en distintos países. En los Estados Unidos, «Complicated» debutó en el número 68 del Billboard Hot 100 en la semana del 1 de julio de 2002. Tras diez semanas en la lista, ascendió hasta el número dos, seguido de «Hot in Here» de Nelly en el primer lugar, en la semana del 3 de agosto del mismo año. Esta fue la mejor posición del sencillo en ese país. «Complicated» empezó a descender durante las siguientes semanas hasta salir de la lista. En total pasó 31 semanas en Hot 100. En las otras listas de Billboard la canción fue un éxito. El sencillo alcanzó la primera posición en el Pop Songs y el Adult Top 40, la segunda en los Latin Pop Airplay y Radio Songs, y la tercera en el Adult Contemporary. De acuerdo con Nielsen SoundScan, «Complicated» ha vendido 921 000 copias digitales en los Estados Unidos, convirtiéndose así en el sexto sencillo mejor vendido de Lavigne. La canción alcanzó la primera posición en el Canadian Hot 100 y el European Hot 100. En Oceanía, «Complicated» ingresó en la lista neozelandesa de sencillos en el número 43 el 21 de julio de 2002 y subió al número uno cuatro semanas después. Este se convirtió en el primer sencillo de Lavigne en lograr dicha posición. Permaneció en la máxima posición nueve semanas. La Recording Industry Association of New Zealand (RIANZ) la certificó con disco de platino por 15 000 copias vendidas en ese país. Del mismo modo, la canción alcanzó el número uno por seis semanas en la lista de éxitos australiana. También recibió doble disco de platino entregado por la Australian Recording Industry Association (ARIA).
En Alemania, el sencillo debutó en el número cinco el 9 de septiembre de 2002 y ascendió hasta la tercera posición el 23 del mismo mes. Solo pasó siete semanas en el Media Control AG. En Austria, la canción solo llegó hasta el número dos, seguida de «Aserejé (The Ketchup Song)» del grupo femenino español Las Ketchup. El sencillo duró 21 semanas en la lista Ö3 Austria Top 40. La Federación Internacional de la Industria Fonográfica austriaca la certificó con disco de oro por 15 000 ejemplares vendidos. En la lista danesa de sencillos, «Complicated» alcanzó la segunda posición el 20 de septiembre de 2002, y estuvo en la lista 14 semanas. De igual forma, el sencillo logró la segunda posición en Italia el 8 de agosto del mismo año. En los Países Bajos, «Complicated» llegó hasta el número cuatro el 14 de septiembre del 2002 y permaneció allí tres semanas no consecutivas. En Noruega, la canción debutó en la primera posición y estuvo por cuatro semanas en esa casilla. Solo pasó 11 semanas en la lista de sencillos de ese país. La canción recibió la certificación de disco de platino entregado por la IFPI de Noruega. En el Reino Unido, «Complicated» debutó en la tercera casilla del UK Singles Chart el 5 de octubre de 2002. Esta también se convirtió en su mejor posición ya que las siguientes semanas empezó a descender. El 22 de julio de 2013, la Industria Fonográfica Británica (BPI) la certificó con disco de plata por 200 000 copias vendidas. En Suecia y Suiza, el sencillo alcanzó el número dos. Del mismo modo, la Asociación Sueca de la Industria de la Grabación (GLF) y la IFPI suiza certificaron cada uno con disco de oro a «Complicated» por 15 000 y 20 000 copias vendidas, respectivamente. Fuera del top diez la canción estuvo en la casilla número 17 en Finlandia, el 18 en Hungría y el 21 en Francia.

## Vídeo musical

### Desarrollo y sinopsis
Emmett y Brendan Malloy, conocidos artísticamente como The Malloys, dirigieron el vídeo musical. Varias escenas se rodaron en el Eagle Rock Plaza de Los Ángeles el día del lanzamiento del sencillo en los Estados Unidos. El centro comercial no fue cerrado para la grabación. La cantante se presentó en Total Request Live de MTV el 30 de mayo de 2002 en donde presentó el vídeo musical. De acuerdo con Burlingame, el vídeo de «Complicated» ayudó a Lavigne a «establecerse como la "anti-Britney Spears"». El 2002 estaba «gobernado por la música pop» de artistas como Backstreet Boys, 'N Sync, Spears y Christina Aguilera, sin embargo «los adolescentes querían que su música fuera "real"». El debut de Lavigne ayudó «a que los jóvenes encontraran lo que estaban buscando». Benjamin Nugent de Time comentó sobre el tema: «Los mismos niños que hace dos años estaban comprando disco de 'N Sync y Christina Aguilera están respondiendo a estilos de música que son más de canto y de artistas impulsados. Son dos años mayor, y el realismo de los cantantes que cantan sus propias canciones tiene un gran atractivo. No han oído que la música cantada por sus pares antes». Nugent también estuvo de acuerdo con que Lavigne es la Spears roquera. El vídeo tuvo un costo de 1 millón de dólares. En él, el vestuario de la cantante constaba de una «camiseta sin mangas y pantalones holgados, con una corbata de gran tamaño alrededor de su cuello». El vídeo musical se publicó junto con el de «Losing Grip» en un DVD en mayo de 2003..
El vídeo comienza con Lavigne preguntándole a sus compañeros de banda si quieren ir al centro comercial, ellos aceptan y la música comienza. Ellos se actúan de una forma rebelde haciendo bromas a algunos compradores y empleados. En algunas escenas el vídeo sigue la línea argumental de la letra de la canción; cuando los compañeros de banda cambian de atuendos en la línea You come over unannounced, dressed up like you're somethin' else (en español: «Vienes sin avisar, vestido como si fueras alguien más»). Asimismo se intercalan imágenes de Lavigne y su banda interpretando la canción en un parque de skateboarding. Mark Spicoluk y Evan Taubenfeld forman parte de la banda en el vídeo.

### Recepción y recreación
La audiencia de MTV Latinoamérica lo votó como el segundo mejor video de 2002, tras superar a «I Love Rock 'n' Roll» de Britney Spears. El vídeo además recibió el premio al nuevo artista en un vídeo en los MTV Video Music Awards de 2002, que tuvieron lugar en el Radio City Music Hall el 29 de agosto. Asimismo, ganó en la misma categoría de los MTV Video Music Awards Japan de 2003, celebrados el 25 de mayo en el Saitama Super Arena. También recibió las nominaciones de vídeo del año y mejor vídeo femenino. En los MTV Video Music Brazil del mismo año, el vídeo recibió la nominación del vídeo internacional del año, sin embargo perdió ante «Somewhere I Belong» de Linkin Park. Jason Lipshutz de la revista Billboard lo calificó como «clásico». En mayo de 2013, Lavigne publicó el vídeo de «Here's to Never Growing Up», el primer sencillo de su quinto álbum de estudio homónimo. Ella comentó a MTV News que ella mismo creó el concepto del vídeo musical. La cantante apareció en el vídeo con «pantalones cortos, camiseta blanca y, sí, la famosa corbata», el mismo vestuario del clip de «Complicated». También recreó algunas escenas de ella montando un monopatín. Jocelyn Vena comentó que Lavigne uso «aspecto insignia». De acuerdo con Lipshutz, el vídeo es un «homenaje visual» al clip de «Complicated», ya que gracias a este Lavigne saltó a la fama. Él también comentó que «Lavigne se ve alucinantemente similar a su ella adolescente». Amanda Dobbins y Lindsey Weber del sitio web Vulture comentaron que la recreación tiene sentido, ya que «Here’s to Never Growing Up» es acerca de no crecer tan pronto y en «Compllicated» Lavigne es joven, «ella solo esta siguiendo su consejo».

## Formatos y lista de canciones
| - CD — Australia 1. «Complicated» (The Matrix Remix) 2. «I Don't Give» 3. «Why» - CD mejorado — Europa 1. «Complicated» (The Matrix Remix) 2. «I Don't Give» 3. «Why» 4. «Complicated» (vídeo musical) - DVD — Región 1 1. «Complicated» (vídeo musical) 2. «Losing Grip» (vídeo musical) | - Maxi sencillo — Estados Unidos 1. «Complicated» (Tom Lord-Alge Remix) 2. «Complicated» (The Matrix Remix) - CD — Europa 1. «Complicated» (Tom Lord-Alge Remix) 2. «I Don't Give» - CD — Canadá y México 1. «Complicated» 2. «Complicated» (The Matrix Remix) 3. «Complicated» (Tom Lord-Alge Remix) |

## Posicionamiento en listas
| Lista (2002)                        | Mejor posición |
| ----------------------------------- | -------------- |
| Australia (ARIA)                    | 1              |
| Austria (Ö3 Austria Top 40)         | 2              |
| Canadá (Canadian Hot 100)           | 1              |
| Dinamarca (Tracklisten)             | 2              |
| Estados Unidos (Billboard Hot 100)  | 2              |
| Estados Unidos (Adult Contemporary) | 3              |
| Estados Unidos (Adult Top 40)       | 1              |
| Estados Unidos (Mainstream Top 40)  | 1              |
| Estados Unidos (Latin Pop Airplay)  | 2              |
| Estados Unidos (Radio Songs)        | 2              |
| European Hot 100                    | 1              |
| Finlandia (OFC)                     | 17             |
| Francia (SNEP)                      | 21             |
| Hungría (Rádiós Top 40)             | 18             |
| Italia (FIMI)                       | 2              |
| Países Bajos (Mega Single Top 100)  | 4              |
| Noruega (VG-lista)                  | 1              |
| Nueva Zelanda (Recorded Music NZ)   | 1              |
| Reino Unido (UK Singles Chart)      | 3              |
| Suecia (Sverigetopplistan)          | 2              |
| Suiza (Schweizer Hitparade)         | 2              |

| Lista (2002)                       | Posición |
| ---------------------------------- | -------- |
| Australia (ARIA)                   | 8        |
| Austria (Ö3 Austria Top 40)        | 23       |
| Estados Unidos (Billboard Hot 100) | 11       |
| Nueva Zelanda (RIAZN)              | 1        |
| Reino Unido (UK Singles Chart)     | 36       |
| Suiza (Schweizer Hitparade)        | 9        |

| Lista (2000-09)                    | Posición |
| ---------------------------------- | -------- |
| Estados Unidos (Billboard Hot 100) | 83       |

## Certificaciones
| Región                 | Certificación | Ventas    |
| ---------------------- | ------------- | --------- |
| Australia (ARIA)       | 2× Platino    | 140 000   |
| Austria (IFPI Austria) | Oro           | 15 000    |
| Bélgica (IFPI Bélgica) | Oro           | 25 000    |
| Brasil (ABPD)          | Platino       | 100 000   |
| Japón (RIAJ)           | Oro           | 100 000   |
| Noruega (IFPI Noruega) | Platino       | 10 000    |
| Nueva Zelanda (RIANZ)  | Platino       | 15 000    |
| Reino Unido (BPI)      | Platino       | 885 000   |
| Suecia (GLF)           | Oro           | 15 000    |
| Suiza (IFPI Suiza)     | Oro           | 20 000    |
| Estados Unidos (RIAA)  | 4x Platino    | 4 000 000 |